# Fibroma
Els fibromes són tumors benignes que es componen de teixit fibrós o conjuntiu. Poden créixer en tots els òrgans, sorgits del teixit mesenquimàtic. El terme "fibroblàstic" o "fibromatós" s'utilitza per descriure els tumors del teixit conjuntiu fibrós. Quan el terme fibroma s'utilitza sense modificador, se sol considerar benigne, amb el terme fibrosarcoma reservat als tumors malignes.